# European Journal of Mineralogy
European Journal of Mineralogy (abrégé en Eur. J. Mineral.) est une revue scientifique à comité de lecture créée en 1989 à l'initiative de sociétés savantes européennes dont la Société française de minéralogie et de cristallographie. Ce bimensuel publie des articles de recherches dans les domaines de la minéralogie, pétrologie, géochimie, cristallographie, des mines et de la minéralogie environnementale, appliquée et technique.
D'après le Journal Citation Reports, le facteur d'impact de ce journal était de 1,7 en 2018, il augmente à 2,1 en 2023. Actuellement, le managing éditeur est Jannick Ingrin (Université Lille 1, Lille), secondé de cinq éditeurs en chef et trente-neuf éditeurs associés, tous bénévoles.